# Harrison White

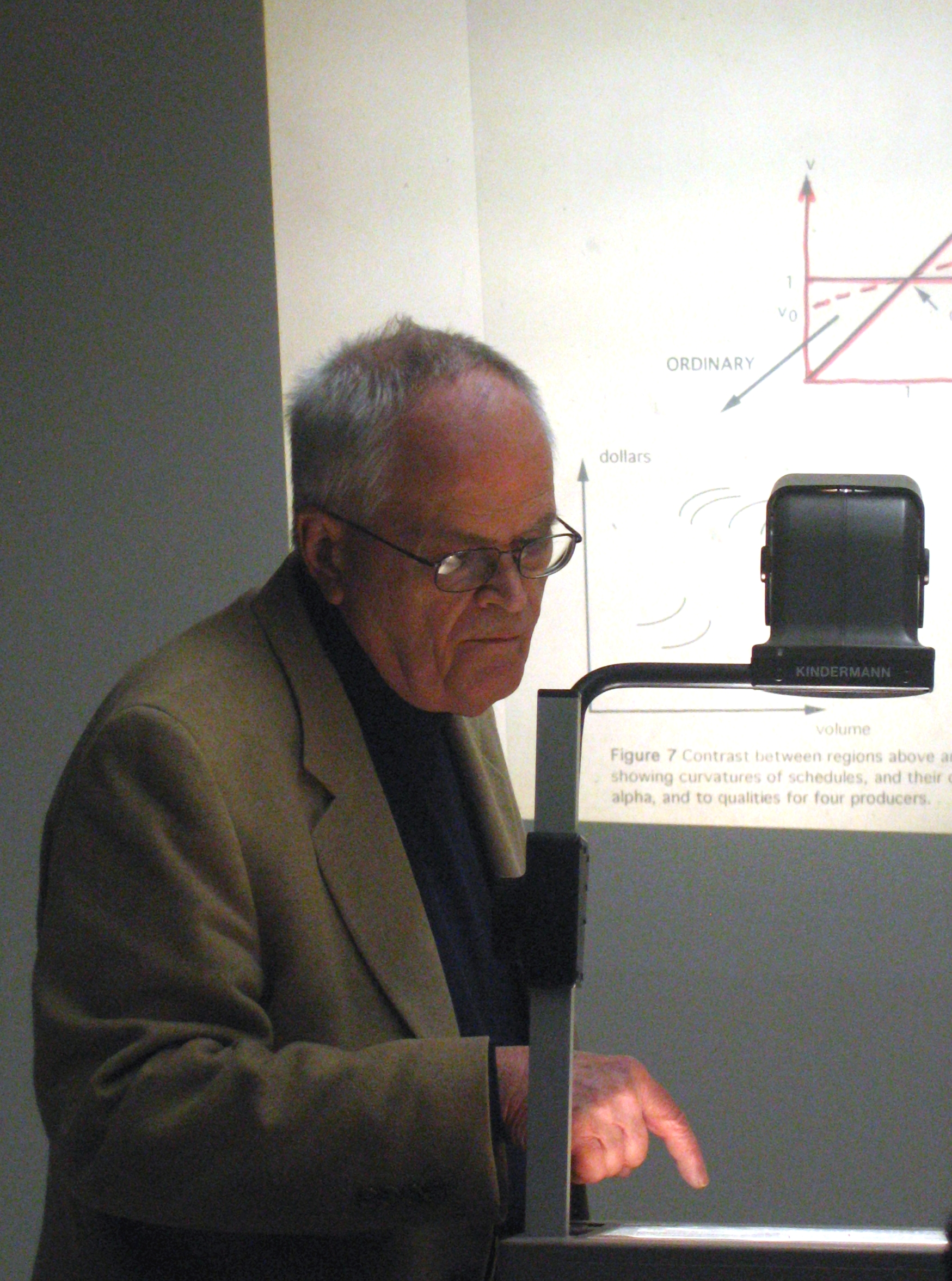
White in Berlin (2005)

Harrison Colyar White (* 21. März 1930 in Washington, D.C.; † 18. Mai 2024 in Tucson, Arizona) war ein US-amerikanischer Soziologe. Er war einer der bekanntesten Entwickler von Netzwerktheorien und der New Economic Sociology, einer Spielart der Wirtschaftssoziologie.

## Werdegang, Forschung und Lehre
Als Sohn eines Militärarztes der United States Navy zog White in jungen Jahren mehrfach um und lebte in verschiedenen Hafenstädten. Als 15-Jähriger begann er am Massachusetts Institute of Technology ein Studium der Theoretischen Physik. Fünf Jahre nachdem er dort seinen Abschluss gemacht hatte, graduierte zum Ph.D.
Aufgrund seiner mathematischen Kenntnisse holten ihn Herbert A. Simon und Harold Guetzkow 1957 ans Carnegie Institute of Technology, um ihn als Modellierer in ihrer Arbeitsgruppe aufzunehmen. Dort begann er schließlich ein Soziologiestudium, das er an der Princeton University ebenfalls als Ph.D. abschloss. 1959 wechselte er als Assistant Professor an die University of Chicago, wo er das 1963 erschienene Werk An anatomy of kinship – mathematical models for structures of cumulated roles verfasste, mit dem er sich einen Ruf als anerkannter Modellierer erwarb.
1963 folgte White einem Ruf an die Harvard University, wo er seine erste Professorenstelle antrat. Dort entwickelte er die Theorie der Vacancy Chains, die er insbesondere in seinem 1970 veröffentlichten Buch Chains of Opportunity – System Models of Mobility in Organizations darstellt. Dabei wird anhand einer neu auftretenden Leerstelle untersucht, wie sich Ressourcen innerhalb einer mobilen Gesellschaft verteilen. Dies wurde u. a. empirisch am Beispiel des US-College-Footballs in der Nachkriegszeit nachgewiesen. In vielen weiteren Veröffentlichungen setzte er sich in der Folge mit mathematischer Modellierung und Rekonstruktion sozialer Netzwerke auseinander. Dabei geht er davon aus, dass individuelle Identitäten erst durch soziale Strukturen oder Netzwerke konstituiert werden und die soziale Strukturen die Umgebung für Identität, deren Entstehen und Entwicklung formieren und kontrollieren. Entsprechend überschrieb er sein 1992 veröffentlichtes Buch mit Identity and Control – How Social Formations Emerge. Zuvor hatte er bereits 1988 seine Professur an der Harvard University aufgegeben und war als Direktor des Paul Lazarsfeld Center for the Social Sciences einem Ruf der Columbia University gefolgt. Dort übernahm er 1992 den Giddings-Lehrstuhl für Soziologie.
2005 wurde White unter dem Titel General sociology of Harrison C. White – Chaos and order in networks ein Buch gewidmet. Ebenfalls im Jahr 2005 erhielt er die Niklas-Luhmann-Gastprofessur der Fakultät für Soziologie der Universität Bielefeld. Darüber hinaus erhielt er weitere Auszeichnungen, etwa die Ehrendoktorwürde der Université de Toulouse II–Le Mirail oder den Career Achievement Award der American Sociological Association. 1975 wurde er in die American Academy of Arts and Sciences und in die National Academy of Sciences gewählt.
Am  18. Mai 2024 starb White im Alter von 94 Jahren in Tucson, Arizona.

## Werke (Auswahl)
- Careers and Creativity: Social Forces in the Arts, London; New York, Routledge, 2018 (zuerst 1993).
- Markets from Networks: Socioeconomic Models of Production, Princeton, NJ: Princeton University Press, 2002.
- Identity and Control: A Structural Theory of Social Action, Princeton, NJ, Princeton University Press, 1992.